# Drew Scott
Andrew Alfred Scott, meglio noto come Drew Scott (Vancouver, 28 aprile 1978), è un imprenditore e attore canadese.
Ha raggiunto la notorietà, assieme al fratello gemello Jonathan, grazie una serie di programmi televisivi riguardanti la ricerca e la sistemazione di soluzioni abitative, mediante compravendita e ristrutturazione. Inoltre è proprietario, sempre assieme al fratello gemello, della Scott Brothers Global e fa parte del duo The Scott Brothers.

## Biografia
Andrew Alfred Scott noto come Drew Scott è il più giovane dei tre fratelli Scott (JD e Jonathan, suo fratello gemello) figli dell'attore e assistente alla regia Jim Scott e di Joanne Scott, impiegata di un ufficio legale di Vancouver.
Con il fratello Jonathan ha iniziato a muovere i primi passi nel settore artistico all'età di sette anni prendendo parte a rappresentazioni teatrali cittadine e scolastiche con l'obiettivo di proseguire la carriera nel settore.
Diventa invece un agente immobiliare fondando la Scott Real Estate con cui sempre insieme al gemello Jonathan media la compravendita e ristrutturazione di immobili per quindici anni prima di avere l'idea di provare a fare di questa attività un programma televisivo; girano il pilota di "Property Brothers" che riscuote l'interesse della rete via cavo HGTV specializzata in programmi che ruotano attorno al mondo dell'abitazione e del giardinaggio che decide di acquistare il programma.
Per dare corso al nuovo impegno, i due fratelli fondano la Scott Brothers Entertainment una casa di produzione cinetelevisiva con uffici in Canada e negli Stati Uniti attraverso la quale producono una serie di programmi tv che nel corso degli anni vengono distribuiti in decine di paesi del mondo.
In Italia i programmi vengono acquisiti dalla piattaforma satellitare SKY che li veicola sul proprio canale Cielo. distribuito anche attraverso il sistema di Digitale Terrestre.
Dal debutto in Italia avvenuto nel 2011 la voce italiana di Drew Scott è quella dell'attore e doppiatore Francesco Cataldo.
Assieme al fratello Jonathan, formano il duo The Scott Brothers.

## Filmografia
- La parata del Natale, regia di Jonathan Wright (2014)